# Saint-Honoré-les-Bains
Saint-Honoré-les-Bains és un municipi francès, situat a la regió de Borgonya - Franc Comtat, al departament del Nièvre.